# Вестманланд (лен)
Лен Ве́стманланд (швед. Västmanlands län) — лен, расположенный в центральной Швеции. Граничит с ленами Сёдерманланд, Эребру, Даларна и Уппсала. Административный центр — город Вестерос.
В основном, соответствует восточной части исторической провинции Вестманланд, однако небольшие части лена находятся на территории провинций Нерке, Уппланд, Сёдерманланд и Даларна.

## Административное деление
Лен разделён на 10 коммун:
- Арбуга, центр — Арбуга,
- Фагерста, центр — Фагерста,
- Халльстахаммар, центр — Халльстхаммар,
- Кунгсёр, центр — Кунгсёр,
- Чёпинг, центр — Чёпинг,
- Нурберг, центр — Нурберг,
- Сала, центр — Сала,
- Шиннскаттеберг, центр — Шиннскаттеберг,
- Сурахаммар, центр — Сурахаммар,
- Вестерос, центр — Вестерос.

## Ландсхёвдинги (губернаторы) Вестманланда
| Имя                            | Годы      |
| ------------------------------ | --------- |
| Туре Эрикссон Спарре           | 1634—1639 |
| Густав Габриельссон Оксеншерна | 1639—1642 |
| Кристер Поссе                  | 1642—1643 |
| Клас Шерншёльд                 | 1643—1651 |
| Кнут Курк                      | 1651—1660 |
| Густав Ларссон Спарре          | 1660—1667 |
| Эрнст Юхан Крёйц               | 1667—1674 |
| Мауриц Поссе                   | 1674—1683 |
| Бальтасар Юльденхофф           | 1683—1689 |
| Ларс Валленстедт               | 1689—1693 |
| Поликарпус Крунъельм           | 1693—1698 |
| Густав Крунъельм               | 1698—1710 |
| Людвиг Фальстрём               | 1710—1714 |
| Кастен Фейф                    | 1714—1715 |
| Юнас Седеркрёйц (Фолькерн)     | 1716—1720 |
| Густав Функ                    | 1720—1736 |
| Юхан Седербельке               | 1736—1747 |
| Фредрик фон Фризендорф         | 1747—1761 |
| Габриель Фалькенберг           | 1761—1763 |
| Фредрик Ульрик Инсеншерна      | 1763—1768 |
| Улоф Мальмерфельт              | 1769—1771 |
| Карл Карлшёльд                 | 1772—1784 |
| Ульрик Густав Делагарди        | 1784—1809 |
| Фредрик Лилльехурн             | 1809—1811 |
| Юхан Вильхельм Лильенкранц     | 1811—1816 |
| Туре Друва                     | 1816—1822 |
| Фредрик Риддерстольпе          | 1822—1849 |
| Фредрик Отто Сильверстольпе    | 1849—1863 |
| Фредрик Крунстедт              | 1863—1869 |
| Рейнхольд Шарпантье            | 1869—1883 |
| Фредрик Хедершерна             | 1883—1900 |
| Клас Верселль                  | 1900—1916 |
| Вальтер Мюррей                 | 1916—1937 |
| Бернхард Йерде                 | 1937—1943 |
| Конрад Юнссон                  | 1943—1952 |
| Рагнар Каспарссон              | 1952—1960 |
| Густав Седервалль              | 1960—1980 |
| Осборн Бартли                  | 1980—1985 |
| Карл-Леннарт Уггла             | 1985—1989 |
| Карл Юхан Оберг                | 1989—1990 |
| Ян Рюд                         | 1991—2000 |
| Матс Свегфорс                  | 2000—2009 |
| Хокан Эрикссон (и.о.)          | 2009      |
| Ингемар Скугё                  | 2009—     |